# Juice It Up!
A Juice It Up! é uma empresa franqueada de sucos puros, tigelas e bares de smoothies. Ela tem 130 locais abertos ou em desenvolvimento na Califórnia, Arizona, Novo México, Oregon e Texas. A Juice It Up! oferece smoothies artesanais de frutas e vegetais de verdade, sucos crus espremidos na hora, tigelas de frutas e smoothies de açaí e pitaya, sucos e shots engarrafados prensados a frio, além de lanches saudáveis.  Chris Britt e Ed St. Geme são os principais proprietários da empresa. A empresa está sediada em Newport Beach, Califórnia, e teve início em 1995.

## História
Frank Easterbrook foi o principal proprietário, presidente e CEO da Juice It Up! de 2001 a 2018. A empresa foi fundada em 1995, quando foi inaugurada sua primeira unidade em Brea, Califórnia. Ele também foi o executivo-chefe da empresa de serviços de gerenciamento da Juice It Up!
A empresa foi adquirida por Chris Britt e Ed St. Geme em 2018. Geme, co-CEOs e proprietários da Mountain Mike's Pizza, e co-presidentes e proprietários das franquias Juice It Up! compartilham o amor por Newport Beach e pelos conceitos de franquia que adquiriram e desenvolveram. A dupla se conheceu enquanto estudava na Universidade de Stanford e, depois de adquirir a Mountain Mike's Pizza em 2017 e a Juice It Up! em 2018, eles mudaram a sede dos conceitos para Newport Beach.
A empresa começou inicialmente como uma empresa de sucos e smoothies e, desde então, mudou de marcha para oferecer também uma linha expandida de sucos puros para capitalizar o crescente interesse em juicing.
A partir de agosto de 2011, a Juice It Up! começou a equipar seus locais com Raw Juice Bars. Isso permitiu que a empresa oferecesse misturas de bebidas adicionais além de seus smoothies que também eram saudáveis e funcionais, e o primeiro Raw Juice Bar foi inaugurado em janeiro de 2012. Agora, ela é reconhecida como a empresa com mais Raw Juice Bars em Condado de Orange, Califórnia.
Em 2017, a Juice It Up! lançou sua linha de sucos e shots engarrafados prensados a frio, que apresenta seis sucos exclusivos e três shots com ingredientes naturais.